# Dipaleseng
Dipaleseng – gmina w Republice Południowej Afryki, w prowincji Mpumalanga, w dystrykcie Gert Sibande. Siedzibą administracyjną gminy jest Balfour.